# Auriol Dongmo
Auriol Dongmo Mekemnang (3 de agosto de 1990) é uma atleta do Sporting Clube de Portugal nascida nos Camarões e naturalizada portuguesa, vive na cidade de Leiria, que compete em provas de lançamento do peso e lançamento do disco. Em março de 2022, sagrou-se campeã do mundo do lançamento do peso em pista coberta.

## Percurso
Representou os Camarões nos Jogos Olímpicos de Verão de 2016 e no Campeonato Mundial de Atletismo de 2015. Tem duas medalhas de ouro nos Jogos Africanos e Campeonato Africano de Atletismo.
Tem um máximo de 20,43 m no peso  , tanto no interior como ao ar livre, marca obtida nos Mundiais Indoor de Atletismo de Belgrado em 2022, que é o recorde português. No disco o seu recorde é 47,00 m.
Foi Campeã de África em 2014 e 2016 e conquistou a Medalha de Ouro nos Jogos Africanos de 2011 e 2015.
Esteve presente nos Mundiais de 2015 e 2017 e nos Jogos Olímpicos de Pequim, onde foi  classificada em 12ª com um lançamento de 16,99m.Em 2019 passou a representar o Sporting Clube de Portugal ajudando a equipa a ganhar o Campeonato Nacional desse ano ao vencer a prova de Lançamento do Peso com a marca de 17,49m.
Representou os Camarões até 2017, e com a sua naturalização como cidadã portuguesa passou a representar Portugal a partir de 2020. e em Janeiro desse ano  bateu o Recorde de Portugal do Lançamento do Peso durante os Distritais de Leiria em pista coberta que decorreram em Pombal, com a marca de 18,02m, superando largamente os registos de Jessica Inchude ao ar livre (17,54m) e de Teresa Machado 17,26m em pista coberta, neste caso, um recorde que datava de 1998. Poucos dias depois melhorou esse registo para 18,31m, uma marca que superou nos Campeonatos de Portugal em Pista Coberta.Em Junho desse mesmo ano melhorou três vezes o Recorde Nacional absoluto, fixando-o em 19,27m, que era simultaneamente a melhor marca mundial do ano.
No mês seguinte voltou a melhorar essa marca durante os Campeonatos de Portugal, fixando o Recorde Nacional em 19,53m e conquistando o seu primeiro título de Campeã de Portugal. Duas semanas depois conquistou a Medalha de Ouro no Lançamento do Peso, na Taça da Europa de Lançamentos. No Campeonato Europeu de Atletismo em Pista Coberta de 2021 realizado em Toruń, na Polónia, obteve a medalha de ouro com a marca de 19,34 m.
Em 2022, bateu o recorde nacional  (Portugal), nos Campeonatos de Portugal que decorreram em Pombal em Fevereiro desse ano, ao obter a marca dos 19,90 metros no lançamento do peso.  No mesmo ano sagrou-se campeã mundial do lançamento do peso, ao atingir a marca de 20.43 metros, nos Mundiais de Atletismo de Pista Coberta que decorreram em Belgrado. 
A 2 de maio de 2022, foi agraciada com o grau de Comendador da Ordem do Mérito.
Em 2023 foi Campeã de Portugal no Lançamento de Peso em pista coberta pela 4ª vez e poucos dias depois renovou o seu título de Campeã da Europa do Lançamento de Peso em pista coberta. Nesse verão, sagrou-se, ainda, campeã europeia na mesma disciplina, com um arremesso de 19,06 metros de distância.
Já ao nível do clube que a representa, o Sporting, Auriol recebeu prémio Stromp na categoria atleta nos anos de 2020, 2021 e 2022.

## Vida privada
Dongmo é católica praticante e devota de Nossa Senhora de Fátima.

## Palmarés internacional
| Representando Portugal                           |                    |                 |       |
| Campeonato Europeu de Atletismo em Pista Coberta |                    |                 |       |
| Ano                                              | Lugar              | Medalha         | Prova |
| 2021                                             | Toruń ( Polónia)   | Medalha de ouro | Peso  |
| Campeonato Mundial de Atletismo em Pista Coberta |                    |                 |       |
| 2022                                             | Belgrado ( Sérvia) | Medalha de ouro | Peso  |

## Ligações Externas
- Auriol Dongmo - Shot Put Final Highlights European Throwing Cup Leiria 2022
- Lançamento de Auriol Dongmo que lhe valeu o título de Campeã Mundial em 2022